# Liga Continental de Hóquei de 2012–13
A Liga Continental de Hockey de 2012–13 foi a quinta edição da liga euro-asiática de hóquei no gelo. A edição foi iniciada em setembro de 2012 e com término em abril de 2013. O SKA Saint Petersburg foi o campeão da Copa Continental e o HC Dinamo Moscou da Copa Gagarin.